# Liste der Gewinner des Konex Brillante, Honor und Mercosur
Die Liste der Premios Konnex Gewinner führt nur die Sieger in den Hauptklassen Konex de Brillante, Konex de Honor und Konex Mercosur der Konex Stiftung auf. Die ca. 4.000 Ausgezeichneten der Klassen Konex de Platino und Diplomas al Mérito können unter dem angegebenen Quelllink nachgeschaut werden.

## Konex de Brillante
- 1980: Sport – Juan Manuel Fangio
- 1981: Unterhaltung – Alfredo Alcón, Luisa Vehil
- 1982: Bildende Kunst – Horacio Alberto Butler
- 1983: Wissenschaft und Technologie – Luis Federico Leloir
- 1984: Literatur  – Jorge Luis Borges
- 1985: Unterhaltungsmusik – Atahualpa Yupanqui
- 1986: Geisteswissenschaften – Gregorio Weinberg
- 1987: Kommunikation, Journalismus – Félix Hipólito Laiño
- 1988: Institutionen, Gemeinschaft, Unternehmen – Alfredo Fortabat und María Amalia Lacroze de Fortabat, Guillermo Eduardo Alchouron
- 1989: Klassische Musik – Ljerko Spiller
- 1990: Sport – Diego Armando Maradona
- 1991: Unterhaltung – María Rosa Gallo
- 1992: Bildende Kunst – Juan Carlos Distéfano
- 1993: Wissenschaft und Technologie  – René Favaloro
- 1994: Literatur – Adolfo Bioy Casares
- 1995: Unterhaltungsmusik – Mercedes Sosa
- 1996: Geisteswissenschaften – Gregorio Klimovsky
- 1997: Kommunikation, Journalismus – Mariano Grondona
- 1998: Institutionen, Gemeinschaft, Unternehmen – Caritas (Argentinien), Carlos Manuel Muñiz, Roberto Rocca
- 1999: Klassische Musik – Martha Argerich
- 2000: Sport – Gabriela Sabatini
- 2001: Unterhaltung – Norma Aleandro
- 2002: Bildende Kunst – Víctor Grippo, Luis Felipe Noé
- 2003: Wissenschaft und Technologie – Luis Caffarelli, Mirta Roses Periago
- 2004: Literatur – Héctor Tizón
- 2005: Unterhaltungsmusik – Horacio Salgán
- 2006: Geisteswissenschaften – Julio H. G. Olivera
- 2007: Kommunikation, Journalismus – Magdalena Ruiz Guiñazú
- 2008: Institutionen, Gemeinschaft, Unternehmen – Carlos Fayt
- 2009: Klassische Musik – Daniel Barenboim
- 2010: Sport – Emanuel Ginóbili
- 2011: Unterhaltung – Ricardo Darín
- 2012: Bildende Kunst – León Ferrari
- 2013: Wissenschaft und Technologie  – Alberto Kornblihtt, Juan Martín Maldacena
- 2014: Literatur – Abelardo Castillo
- 2016: Geisteswissenschaften – José Emilio Burucúa, Aída Kemelmajer de Carlucci
- 2015: Unterhaltungsmusik – Dino Saluzzi
- 2017: Kommunikation, Journalismus – Hermenegildo Sábat
- 2018: Institutionen, Gemeinschaft, Unternehmen – INVAP, Luis Pagani
- 2019: Klassische Musik – Oscar Araiz
- 2020: Sport – Lionel Messi
- 2021: Unterhaltung – Marilú Marini
- 2022: Bildende Kunst – Julio Le Parc, Marta Minujín
- 2023: Wissenschaft und Technologie – Gabriel A. Rabinovich, Sandra Myrna Díaz
- 2024: Literatur – María Moreno

## Konex de Honor
- 1980: Sport – Jorge Newbery
- 1981: Unterhaltung – Luis Sundrini
- 1982: Bildende Kunst – Antonio Berni
- 1983: Wissenschaft und Technologie – Bernardo Alberto Houssay
- 1984: Literatur  – Julio Cortázar
- 1985: Unterhaltungsmusik – Carlos Gardel
- 1986: Geisteswissenschaften – Raúl Prebisch
- 1987: Kommunikation, Journalismus – Edmundo Guibourg
- 1988: Institutionen, Gemeinschaft, Unternehmen – Alicia Moreau de Justo, Agostino Rocca
- 1989: Klassische Musik – Juan José Castro, Alberto Ginastera
- 1990: Sport – Oscar Alfredo Gálvez
- 1991: Unterhaltung – Saulo Benavente
- 1992: Bildende Kunst – Raquel Forner
- 1993: Wissenschaft und Technologie – Alfredo Lanari
- 1994: Literatur – Ángel Battistessa
- 1995: Unterhaltungsmusik – Ástor Piazzolla
- 1996: Geisteswissenschaften – Eugenio Pucciarelli
- 1997: Kommunikation, Journalismus – Joaquín Carballo Serantes
- 1998: Institutionen, Gemeinschaft, Unternehmen  – José A. Estenssoro, Arturo Frondizi, Fulvio Salvador Pagani
- 1999: Klassische Musik – Roberto Caamaño, Guillermo Graetzer
- 2000: Sport – Adolfo Alfredo Pedernera
- 2001: Unterhaltung – María Luisa Bemberg
- 2002: Bildende Kunst – Líbero Badíi, Alberto Heredia
- 2003: Wissenschaft und Technologie – Hilario Fernández Long, Osvaldo Fustinoni, Luis A. Santaló
- 2004: Literatur – Olga Orozco
- 2005: Unterhaltungsmusik – Osvaldo Pugliese
- 2006: Geisteswissenschaften – Manuel Sadosky
- 2007: Kommunikation, Journalismus – Jacobo Timerman
- 2008: Institutionen, Gemeinschaft, Unternehmen  – Rogelio Frigerio
- 2009: Klassische Musik – Carlos Guastavino, Mauricio Kagel
- 2010: Sport – Alberto Demiddi
- 2011: Unterhaltung – Alejandra Boero
- 2012: Bildende Kunst – Carmelo Arden Quin
- 2013: Wissenschaft und Technologie – Rolando García
- 2014: Literatur – María Elena Walsh
- 2015: Unterhaltungsmusik – Luis Alberto Spinetta
- 2016: Geisteswissenschaften – Aldo Ferrer, Segundo V. Linares Quintana
- 2017: Kommunikation, Journalismus – Pepe Eliaschev
- 2018: Institutionen, Gemeinschaft, Unternehmen – Raúl Alfonsín
- 2019: Klassische Musik – Gerardo Gandini
- 2020: Sport – Roberto DeVicenzo
- 2021: Unterhaltung – Leonardo Favio, Agustín Alezzo
- 2022: Bildende Kunst – Joaquín Salvador Lavado Tejón (Quino)
- 2023: Wissenschaft und Technologie – Eduardo Charreau, Christiane Dosne de Pasqualini
- 2024: Literatur – Luis Chitarroni

## Konex Mercosur
- 2002: Bildende Kunst – Luis Camnitzer  Uruguay
- 2002: Bildende Kunst – Carlos Colombino  Paraguay
- 2002: Bildende Kunst – Eugenio Dittborn  Chile
- 2002: Bildende Kunst – Oscar Niemeyer  Brasilien
- 2002: Bildende Kunst – Gastón Ugalde  Bolivien
- 2004: Literatur – Rubem Fonseca  Brasilien
- 2004: Literatur – Nicanor Parra  Chile
- 2004: Literatur – Augusto Roa Bastos  Paraguay
- 2004: Literatur – Néstor Taboada Terán  Bolivien
- 2004: Literatur – Mario Vargas Llosa  Peru
- 2004: Literatur – Idea Vilariño  Uruguay
- 2006: Geisteswissenschaften – Hélio Jaguaribe  Brasilien
- 2008: Institutionen, Gemeinschaft, Unternehmen – Fernando Henrique Cardoso  Brasilien
- 2008: Institutionen, Gemeinschaft, Unternehmen  – Ricardo Lagos  Chile
- 2008: Institutionen, Gemeinschaft, Unternehmen  – Julio María Sanguinetti  Uruguay
- 2010: Sport – Gustavo Kuerten  Brasilien
- 2011: Unterhaltung – Estela Medina  Uruguay
- 2013: Wissenschaft und Technologie – Jorge Allende  Chile
- 2013: Wissenschaft und Technologie – Ricardo Ehrlich  Uruguay
- 2013: Wissenschaft und Technologie – Nelson Maculan  Brasilien
- 2015: Unterhaltungsmusik – Hugo Fattoruso  Uruguay
- 2017: Kommunikation, Journalismus – Dorrit Harazim  Brasilien
- 2017: Kommunikation, Journalismus – Mónica González Mújica  Chile
- 2017: Kommunikation, Journalismus – Jorge Traverso  Uruguay
- 2019: Klassische Musik – José Antonio Abreu  Venezuela
- 2019: Klassische Musik – Gustavo Dudamel  Venezuela
- 2019: Klassische Musik – Juan Diego Flórez  Peru
- 2019: Klassische Musik – Nelson Freire  Brasilien
- 2022: Bildende Kunst – Alfredo Jaar  Chile
- 2022: Bildende Kunst – Rosana Paulino  Brasilien
- 2022: Bildende Kunst – Ana Tiscornia  Uruguay
- 2024: Literatur – Ailton Krenak  Brasilien